# 内陆水域总面积
内陆水域总面积指江、河、湖泊、池塘、塘堰、水库等各种流水或蓄水的水面的占地面积。內陸水域總面積佔國土總面積的大小，常可反映一國水資源的多少，以及內陸漁業的發展條件好壞。